# Djamel Belmadi
Djamel Belmadi  (em árabe: جمال بلماضي (Champigny-sur-Marne, 27 de março de 1976) é um treinador e ex-futebolista argelino, nascido na França que atuava como meio-campo. Atualmente comanda o Al-Duhail.

## Carreira
Belmandi comandou a Seleção Qatariana de Futebol na Copa da Ásia de 2015.

## Títulos

### Como treinador
Olympique de Marseille
- DZFoot d'Or - 2000, 2001

### Como jogador
Lekhwiya
- Qatar Stars League: 2010–11, 2011–12